# بورو کاندا کاسی
بورو کاندا کاسی (به لاتین: Boro Kanda Kassy) یک منطقهٔ مسکونی در گامبیا است که در Upper River Division واقع شده‌است. بورو کاندا کاسی ۱٬۰۹۱ نفر جمعیت دارد.